# Mesopotamiska frihetspartiet
Gabo d-Hirutho d-Bethnahrin, eller Mesopotamiska frihetspartiet, var ett militant assyriskt/syrianskt politiskt vänsterparti i Mellanöstern som kämpade för den assyriska/syrianska självständigheten. Partiet har klassificerats som en terroristorganisation av regeringen i Turkiet.
Partiet finns idag inte i sin ursprungliga form. De aktiva inom partiet grundade det nya partiet MUB (Mawtbo Umthonoyo d-Bethnahrin - Mesopotamiska nationella rådet) under 2000-talet. Partiets aktiva medlemmar är även engagerade i den assyriska/syrianska tv-satellit-kanalen Suroyo TV med säte i Södertälje sedan starten juli 2004.